# Ostatni legion (film)
Ostatni legion (ang. The Last Legion) – film przygodowy z 2007 produkcji włosko-brytyjsko-francuskiej w reżyserii Douga Leflera. Stanowi adaptację powieści Valeria Massima Manfrediego pod tym samym tytułem.

## Fabuła
Film przedstawia losy młodego Romulusa Augustusa, cesarza pogrążonego w wojnach domowych Rzymu, obalonego w 476 przez Odoakra. Jego ucieczka z więzienia na wyspie Capri udaje się dzięki pomocy żołnierzy pod przywództwem legionisty Aureliusza, a także jego dawnego nauczyciela Ambrozynusa. Grupa ta podejmuje decyzję udania się do Brytanii celem odnalezienia stacjonującego w okolicy wału Hadriana tytułowego ostatniego legionu.
Film nawiązuje do legend arturiańskich – Romulus Augustus i Ambrozynus przyjmują pod jego koniec imiona Pendragona i Merlina.
Film kręcono w Tunezji oraz na Słowacji.

## Obsada
- Colin Firth jako Aureliusz
- Thomas Sangster jako Romulus Augustus/Pendragon
- Ben Kingsley jako Ambrozynus/Merlin
- Aishwarya Rai jako Mira
- Peter Mullan jako Odoaker
- Kevin McKidd jako Wulfila
- John Hannah jako Nestor
- Owen Teale jako Watrenus
- Rupert Friend jako Demetriusz
- Nonso Anozie jako Batiatus
- Harry Van Gorkum jako Vortigern
- Robert Pugh jako Kustennin
- James Cosmo jako Hrothgar
- Alexander Siddig jako Theodorus Andronikos
- Murray McArthur jako Tertius
- Iain Glen jako Orestes